# Sovetskaya (meer)
Sovetskaya (Sovjetskaja) is een onder het ijs gelegen meer in Antarctica. Men heeft berekend dat het meer een oppervlakte heeft van ongeveer 1600 km² en een diepte van minimaal 900 meter. Het subglaciale meer ligt meer dan drie kilometer onder het ijsoppervlakte.
Het meer is samen met het meer 90 Degrees East in januari 2006 door Robin Bell en Michael Studinger, twee geofysische onderzoekers van de Columbia-universiteit (vermeldt in de Geophysical Research Letters), ontdekt.